# زرنوقة
زرنوقة، قرية فلسطينية مهجرة، لعلّ اسمها مأخوذ من الكلمة العربية “الزرنوق” وتعني النهر الصغير. شرّد الصهيونيون سكان القرية العرب ودمروها عام 1948، في العام نفسه أيضًا أسّس يهود (هاجر معظمهم من رومانيا) المستعمرتين القرويتين “زرنوقاه وأوب” في مكان القرية وفي شمالها الغربي. بلغ عدد سكانهما معًا 693 نسمة في عام 1956. كما أقيمت أيضًا على أراضيها مستعمرات “غان شلومو" و" غبتون [الإنجليزية]" و"غفعات برينر".

## موقع القرية
أنشئت زرنوقة في السهل الساحلي الفلسطيني على ارتفاع 35م عن سطح البحر. يجاورها عدد من القرى، يبنة، المغار، القبيبة وعاقر. يمرّ وادي القرامة على بعد 2.5 كم غربيها ويلتقي بوادي الصرار ليكونا نهر روبين. كما تخلو القرية والاراضي التابعة لها من الينابيع، لكنّّها غنية بآبارها التي تنتشر حولها ولا سيما في الشمال والشمال الغربي.
تشبه القرية في شكلها العام شبه منحرف قاعدته نحو الغرب، لها امتداد طولي (شمالي جنوبي) في طرفها الشمالي الشرقي. كما شهدت القرية في عهدها الأخير تقدمًا اقتصاديًا تبعه توسع عمراني شبه شامل.

## احتلال القرية وتطهيرها عرقيًّا
احتل جنود إسرائيليون من لواء غيفعاتي القرية (شبه المهجورة) في 27 أيار/مايو 1948، في سياق عملية باراك، ذلك استنادًا إلى المؤرخ الإسرائيلي بني موريس. حيث سُجلت الفظائع التي ارتكبت خلال عملية الاحتلال في رسالة بُعث بها إلى صحيفة «عل همشمار»، الناطقة بلسان حزب مبام اليساري، وأطلع أحد المشاركين في العملية كاتب الرسالة على هذه الوقائع:
«أخبرني الجندي كيف فتح أحد الجنود باب منزل وأطلق النار من رشاش ستة عشر على رجل مسن وعلى امرأة وطفل في رشقة واحدة، وكيف أخذوا العرب وأوقفوهم في الشمس طوال النهار، جياعًا عطاشًا، إلى أن سلّموا 40 بندقية. زعم العرب أن لا [أسلحة] عندهم، وفي نهاية المطاف طُردوا من القرية في اتجاه يبنة.»
في تلك الآونة، نقلت صحيفة «نيويورك تايمز» عن مصادر إسرائيلية قولها إنّ زرنوقة والقبيبة احتُلّتا بعد قتال دام أربع ساعات. في سياق ذلك، كتب موريس يقول إن القرية «لم تزل على علاقة حُسن جوار بالييشوف»، وإن منازلها تعرضت -مع ذلك- بعد احتلالها للنهب والتخريب على يد الجنود والمزارعين المقيمين في المستعمرات المجاورة. ودمّرت القرية تدميراً تاماً في حزيران/يونيو.
في آب/أغسطس، تقيد كيبوتس شِلّر المجاور من سلطات الاستيطان اليهودي بطلب إذن يتعلق بأراضي زرنوقة، (ليتم نقلها إلى أيدينا بصورة دائمة، تكملة لحصتنا من الأرض). ولا يذكر موريس هل مُنح الكيبوتس هذا الإذن أم لا، لكنّه يشير إلى أنّ مهاجرين جددًا كانوا حلّوا، في 27 أيار/مايو 1949 في موقع القرية المدمّرة.

## المستعمرات الإسرائيلية على أراضي القرية
غلبت منازل المستعمرات الإسرائيلية على الموقع، الذي ينبت فيه شجر التوت ونبات الصبار. أما المنازل القليلة الباقية من القرية، فيشغلها يهود، أو هي مسيّجة وتستعمل مستودعات للتخزين. أحد المنازل المسيّجة مبنية بالأسمنت، وله شرفة واسعة مسقوفة يعتمد سقفها على عمودين. أما الأراضي المحيطة، فيستخدمها الإسرائيليون للزراعة.